# Parashorea warburgii
Parashorea warburgii är en tvåhjärtbladig växtart som beskrevs av Dietrich Brandis. Parashorea warburgii ingår i släktet Parashorea och familjen Dipterocarpaceae. Inga underarter finns listade i Catalogue of Life.